# Hexagram
 (juin 2025).
Motif : l'utilisateur qui a apposé ce bandeau n'a pas précisé le motif de la pose.
- Archive Wikiwix
- Bing
- Cairn
- DuckDuckGo
- E. Universalis
- Gallica
- Google
- G. Books
- G. News
- G. Scholar
- Persée
- Qwant
- (zh) Baidu
- (ru) Yandex
- (wd) trouver des œuvres sur Wikidata

| 1. | Préciser le motif de la pose du bandeau. | Précisez le motif de la pose du bandeau en utilisant la syntaxe suivante : {{admissibilité à vérifier\|date=juin 2025\|motif=remplacez ce texte par le motif}}                |
| 2. | Informer les utilisateurs concernés.     | Pensez à avertir le créateur de l'article, par exemple, en insérant le code ci-dessous sur sa page de discussion : {{subst:avertissement admissibilité à vérifier\|Hexagram}} |

 (septembre 2015).
Le Réseau Hexagram est un réseau international voué à la recherche-création en arts médiatiques, design, technologie et culture numérique. Hexagram est un regroupement stratégique financé par le Fonds de recherche du Québec (FRQ ).

## Historique
Fondé en 2001 par l'UQAM, le Cirque du Soleil, la Fondation Daniel Langlois et l'Université Concordia, Hexagram est constitué de plus de 40 cochercheurs et issus principalement de l’Université du Québec à Montréal (UQAM) et de l’Université Concordia et des établissements partenaire, soit l’Université de Montréal, l’École de technologie supérieure (ETS), l’Université du Québec à Chicoutimi (UQAC-NAD), l'UQAT et l’Université McGill. Depuis sa fondation, il a reçu le soutien à la recherche scientifique de Valorisation-Recherche-Québec (VRQ), de la Fondation canadienne pour l’innovation (FCI), du Fonds de recherche du Québec – Société et culture (FRQSC) et du Conseil de recherches en sciences humaines du Canada (CRSH).

## Mission
Le réseau collabore avec des organismes du Québec, du Canada et de l’international. Le programme de recherche de 2018-2024 s’appuie sur quatre axes : (1) les sens, l’embodiment et le mouvement ; (2) la matérialité; et (3) l’ubiquité et (4) la création au-delà de l'humain, reflétant ainsi les changements en recherche. Les chercheurs-euses en arts médiatiques, design et technologie s’adjoignent des chercheurs-euses d’autres disciplines comme la sociologie, l’histoire de l’art, l’anthropologie, l’étude des jeux, la philosophie, les études médiatiques et la communication.
La qualité et la diversité des recherches et des infrastructures techniques d’Hexagram, accessibles aux chercheurs- euses ainsi qu’aux étudiants-es des cycles supérieurs, leur apportent un soutien unique. Les trois principaux objectifs d’Hexagram sont : (1) Soutenir et expliciter les pratiques en recherche-création croisant arts-cultures et technologies; (2) Établir et consolider des liens par la recherche-création entre les disciplines artistiques et scientifiques et (3) Promouvoir et partager l'expertise en recherche-création avec les milieux de pratiques professionnelles et les organismes culturels.

## Direction
Le réseau est codirigé par Sofian Audry, professeur à l'École des médias de l'UQAM et Alice Jarry, professeure à Concordia.

## Partenariats
Hexagram a consolidé au fil des ans des partenariats avec des organismes culturels d'importance, dont MUTEK et Elektra. Le réseau est aussi le porte-étandard québécois de Leonardo Art and Science Evening Rendez-vous Talks (Laser Talks).